# Rund um den Henninger-Turm 1994
Il Rund um den Henninger-Turm 1994, trentatreesima edizione della corsa, si svolse il 1º maggio su un percorso di 209 km, con partenza e arrivo a Francoforte sul Meno. Fu vinto dal tedesco Olaf Ludwig della squadra Telekom davanti al suo connazionale Andreas Kappes e al francese Emmanuel Magnien.

## Ordine d'arrivo (Top 10)
| Pos. | Corridore         | Squadra                        | Tempo    |
| ---- | ----------------- | ------------------------------ | -------- |
| 1    | Olaf Ludwig       | Telekom                        | 5h10'17" |
| 2    | Andreas Kappes    | Trident-Schick                 | s.t.     |
| 3    | Emmanuel Magnien  | Castorama                      | s.t.     |
| 4    | Andrei Tchmil     | Lotto                          | s.t.     |
| 5    | Nico Verhoeven    | Novemail-Histor-Laser Computer | s.t.     |
| 6    | Peter Van Petegem | Trident-Schick                 | s.t.     |
| 7    | Jo Planckaert     | Novemail-Histor-Laser Computer | s.t.     |
| 8    | Dmitrij Konyšev   | Jolly Componibili-Cage         | s.t.     |
| 9    | Marco Artunghi    | Carrera-Tassoni                | s.t.     |
| 10   | Giovanni Fidanza  | Polti-Vaporetto                | s.t.     |